# Grand Prix de Dottignies
Il Grand Prix de Dottignies era una corsa in linea femminile di ciclismo su strada organizzata annualmente dal 2002 al 2018 a Dottignies, nella provincia dell'Hainaut, in Belgio. Dal 2008 al 2018 fece parte del calendario internazionale femminile UCI come prova di classe 1.2.

## Albo d'oro
Aggiornato all'edizione 2018.
| Anno | Vincitrice             | Seconda              | Terza                |
| ---- | ---------------------- | -------------------- | -------------------- |
| 2002 | Alessandra Cappellotto | Anja Nobus           | Vera Koedooder       |
| 2003 | Baukje Doedee          | Debby Mansveld       | Evy Van Damme        |
| 2004 | Ol'ga Sljusareva       | Tanja Hennes-Schmidt | Valentina Karpenko   |
| 2005 | Nicole Cooke           | Katie Brow           | Oenone Wood          |
| 2006 | Oenone Wood            | Olivia Gollan        | Suzanne de Goede     |
| 2007 | Giorgia Bronzini       | Rochelle Gilmore     | Regina Schleicher    |
| 2008 | Marianne Vos           | Kirsten Wild         | Grete Treier         |
| 2009 | Sarah Düster           | Trixi Worrack        | Chantal Blaak        |
| 2010 | Kirsten Wild           | Giorgia Bronzini     | Monia Baccaille      |
| 2011 | Emma Johansson         | Monia Baccaille      | Annemiek van Vleuten |
| 2012 | Monia Baccaille        | Emma Johansson       | Olena Andruk         |
| 2013 | Vera Koedooder         | Iris Slappendel      | Sanne van Paassen    |
| 2014 | Giorgia Bronzini       | Shelley Olds         | Lucy Garner          |
| 2015 | Roxane Fournier        | Chloe Hosking        | Pascale Jeuland      |
| 2016 | Giorgia Bronzini       | Marta Bastianelli    | Roxane Fournier      |
| 2017 | Jolien D'Hoore         | Chloe Hosking        | Jelena Erić          |
| 2018 | Marta Bastianelli      | Elisa Balsamo        | Pascale Jeuland      |